# Challenger (pel·lícula)
Challenger és un telefilm estatunidenc dirigit per Glenn Jordan, estrenat el 1990.

## Argument
Tracta de l'accident del transbordador espacial Challenger que va tenir lloc quatre anys abans, sobre un guió de George Englund.

## Repartiment
- Karen Allen
- Angela Bassett
- Lane Smith
- Peter Boyle.

## Premis
Va guanyar el «Outstanding Sound Editing for a Miniseries or a Special» i va ser nominat per a la categoria «Outstanding Sound Mixing for a Drama Miniseries or a Special» el 1990 als Premi Emmy.